# Porsangerhalvön
Porsangerhalvön (norska: Porsangerhalvøya) är en halvö i Finnmark fylke i Norge. Den avgränsas av Altafjorden och Porsangerfjorden. Halvön innefattar hela eller delar av kommunerna Alta, Hammerfest, Måsøy, Nordkapp och Porsanger.